# Chvostan bělolící

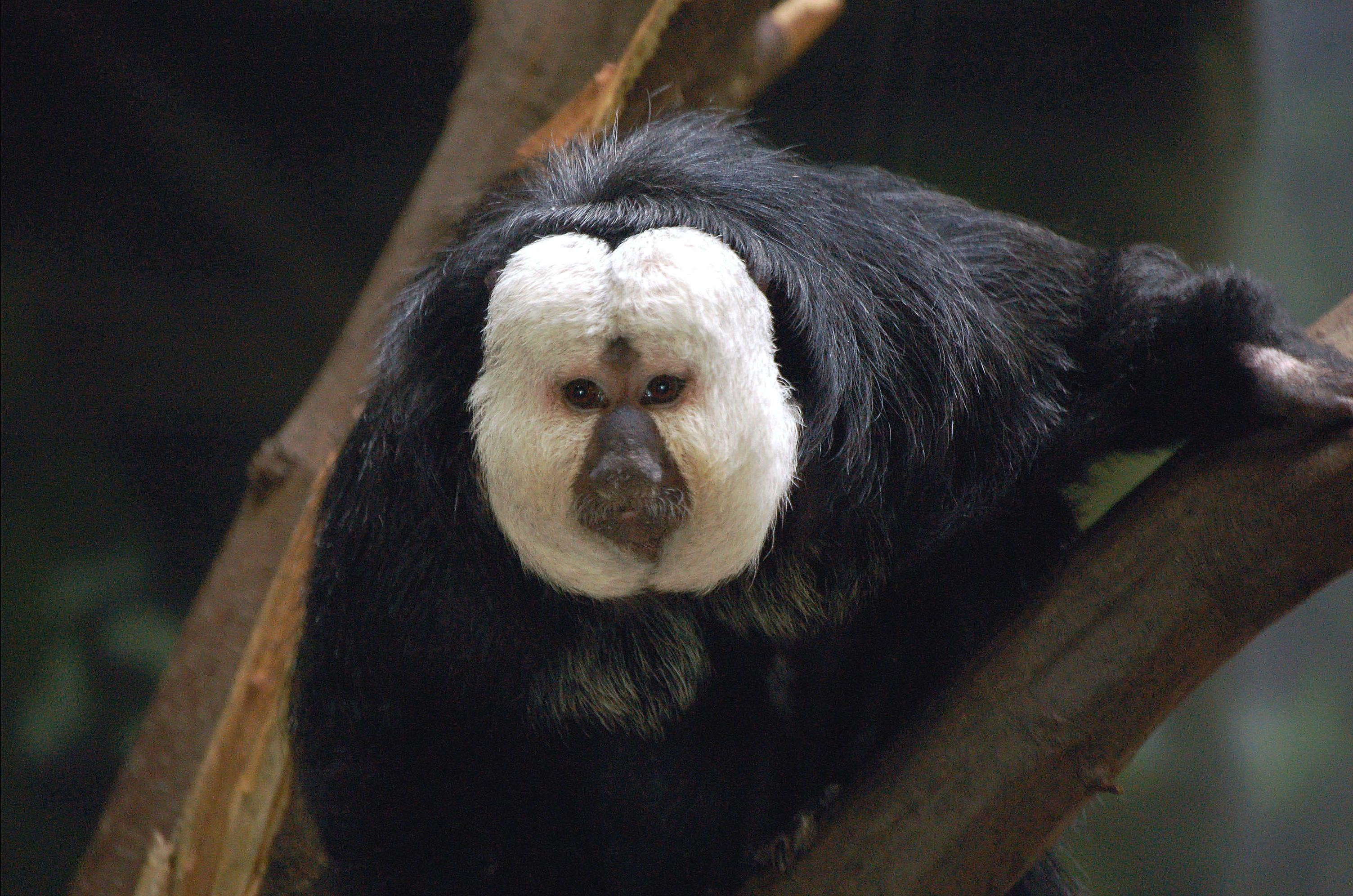
Z očí do očí samci chvostana bělolícího (Pithecia pithecia)

Chvostan bělolící (Pithecia pithecia) je ploskonosý primát z čeledi chvostanovitých. Pohybují se velmi obratně. Někdy se jim také říká „létající opice".

## Areál rozšíření
Obývá severní a centrální část Jižní Ameriky, jeho teritoria se rozkládají v Bolívii, Brazílii, Ekvádoru, Francouzské Guayaně, Guayaně, Kolumbii, Surinamu a Venezuele, kde obývá převážně tropické pralesy.

## Popis
Je to poměrně malá denní opice, nejmenší z rodu Pithecia. Délka jejího těla bývá 30 až 40 cm a dosahuje váhy asi 2 kg, samice jen asi 1,7 kg. Její hustě osrstěný ocas má tvar válce a bývá o 10 cm delší než tělo. Končetiny má protáhlé. Barva srstí je dána pohlavním dimorfismem, samec je černý s bělavým obličejem, zatímco samice má srst šedohnědou a tmavý obličej. Oba mají srst také v obličeji, kde je nápadná bambulovitě tvarovaná oblast nozder připomínající velký nos. Mají silné trojhranné špičáky. Palec i ukazovák na předních končetinách mají pohyblivější než ostatní ploskonosé opice, oba tyto prsty mohou být daleko odtaženy od ostatních.

## Stravování
Chvostan bělolící se nejvíce živí plody a semeny tropických stromů,  v podstatě je ale všežravec. Kromě ovoce a ořechů pojídá listy, med, hmyz a další drobné bezobratlé, žere i vejce ptáků a příležitostně ptáky či drobné savce i aktivně loví.

## Způsob života
Je to typický druh ze středního patra různých typů pralesů s průměrnou hustotou osídlení 7,5 – 30 jedinců na km², jen výjimečně sestupuje se stromů na zem při hledání potravy. Chvostani jsou velmi obratní a jejich skoky jsou dlouhé i 10 metrů. Běhají po silných větvích stromů po čtyřech a často balancují jen na zadních končetinách, přes svůj neohrabaný vzhled jsou velice rychlí a hbití. Při žraní se zavěšují na větev jen za zadní končetiny, aby měli přední volné ke krmení. Přespávají v husté spletí lián nebo si staví primitivní hnízda z větví. Všeobecně jsou to plachá a opatrná zvířata.
Chvostani bělolící jsou teritoriální opice, které svá území proti narušitelům brání křikem a výhrůžným postojem, při kterém se nahrbí a třesou svými dlouhými chlupy. Jejich hlasové projevy jsou dvojí, jednak hlasitý vřískot vůči případnému konkurentu a pak tiché zvuky podobné ptačímu cvrlikání pro komunikaci uvnitř skupiny.
Je to opice monogamní, žijí v trvalých párech, v malých rodinných skupinách společně se svými nedospělými mláďaty do 2,5 až 3,5 let jejích věku, po dosažení dospělosti mláďata odcházejí. Samice rodí zhruba po 170 dnech březosti většinou jedno mládě, které kojí asi půl roku. Mládě je po narození šedohnědé, je-li to sameček, tak do dvou měsíců jeho srst zčerná. V péči o nové potomstvo pomáhají starší, dosud nedospělá mláďata.
V přírodě se dožívají asi 14, v zajetí při dobré péči až 20 let. Mnoho přirozených nepřátel nemají, pouze lidé jim ničí přirozený zdroj obživy a loví je pro maso nebo chytají pro obchodování.